# Jarvisella
Jarvisella es un género de foraminífero bentónico de la subfamilia Liebusellinae, de la familia Globotextulariidae, de la superfamilia Ataxophragmioidea, del suborden Ataxophragmiina y del orden Loftusiida. Su especie tipo es Jarvisella karamatensis. Su rango cronoestratigráfico abarca desde el Oligoceno hasta el Mioceno.

## Discusión
Clasificaciones previas incluían Jarvisella en el suborden Textulariina del orden Textulariida o en el orden Lituolida.

## Clasificación
Jarvisella incluye a la siguiente especie:
- Jarvisella karamatensis